# Greeley, Kansas
Greeley là một thành phố thuộc quận Anderson, tiểu bang Kansas, Hoa Kỳ. Năm 2010, dân số của xã này là 302 người.

## Dân số
Dân số các năm:
- Năm 2000: 327 người
- Năm 2010: 302 người